# Nizam-ı Cedid
El Nizam-ı Cedid (del árabe َAl-Niẓām Al-Jadīd, a su vez del persa Nizām-e Jadīd - "Nueva orden") fue una serie de reformas que se presentaron en el Imperio otomano por el sultán Selim III durante el siglo XVIII para alcanzar un nivel militar y político similar al de Occidente. Este término se utilizó después para nombrar a una nueva fuerza militar surgida de estas reformas.
- Datos: Q2584162